# Padenia moluccensis
Padenia moluccensis är en fjärilsart som beskrevs av Van Eecke 1920. Padenia moluccensis ingår i släktet Padenia och familjen björnspinnare. Inga underarter finns listade i Catalogue of Life.